# 1-е Ждановское озеро
1-е Жда́новское о́зеро — озеро на Карельском перешейке.
Расположено во Всеволожском районе Ленинградской области, на юго-восточной окраине города Всеволожска на Колтушской возвышенности. Высота над уровнем моря — 34,98 м.
На восточном берегу озера находится территория бывшего санатория Ленинградского обкома КПСС, так называемая «Дача Жданова», ныне историческая местность города Всеволожска Ждановские Озёра.
На западном берегу озера расположена деревня 1-е Озерки Колтушского сельского поселения.
В южной оконечности озера расположен нежилой многоквартирный дом, ранее принадлежавший КУГИ Санкт-Петербурга.
Устаревшее название озера — Симоново.
Современное название озеро получило в связи с тем, что в располагавшемся на озере доме отдыха Ленинградского обкома ВКП(б) однажды отдыхал А. А. Жданов.
Он же, по местной легенде, при обустройстве солярия (деревянный павильон на болотистом берегу озера с искусственным песчаным пляжем и дощатой купальней на металлическом каркасе), якобы, распорядился привезти песок с берега Чёрного моря в Пицунде.
Тогда же в Ждановские озёра были выпущены для акклиматизации ондатры.
Во время Великой Отечественной войны на базе дома отдыха был открыт стационар Ленинградского обкома ВКП(б) для поправки здоровья ответственных работников блокадного Ленинграда.
В нескольких сотнях метров к югу расположено 2-е Ждановское озеро.

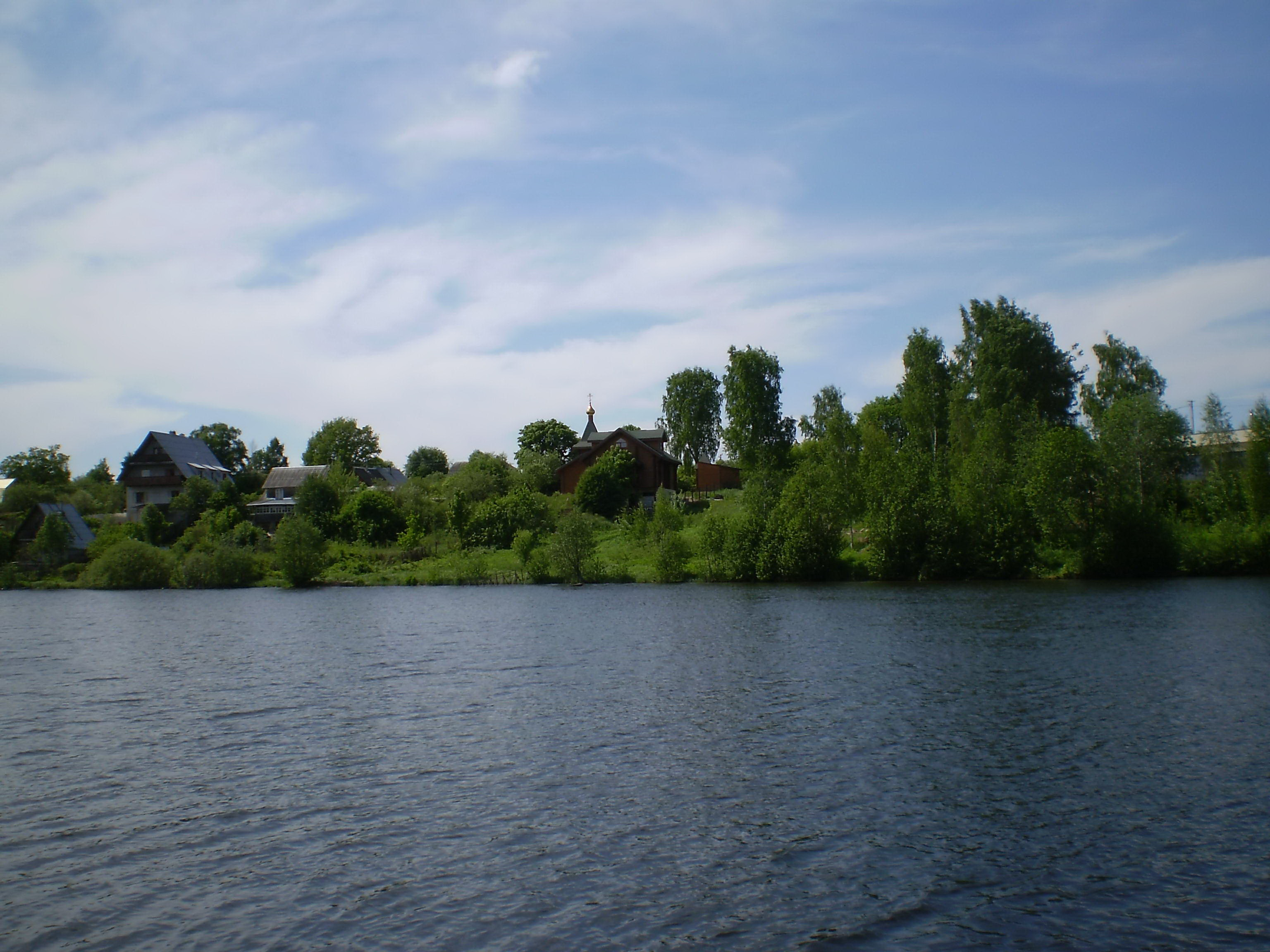
Деревня 1-е Озерки на западном берегу